# Den nye kirke i Delft
Den nye kirke i Delft (Nieuwe Kerk) er en gotisk kirke i centrum af dem hollandske by Delft. Kirken blev indviet i c.1496 og er en af de største kirker i Holland; vesttårnet er 109 meter højt. En række prominente personer fra den nederlandske historiske er begravet i kirken. Således ligger Vilhelm den Tavse (1533-1584) begravet i et mausoleum, tegnet af Hendrick og Pieter de Keyser og siden da er personer fra Oraniehuset begravet i den kongelige krypt. Senest Juliana af Nederlandene (1909-2004) og hendes mand prins Bernhard. Der er gravlagt 46 personer i det royale familiegravsted som i dag et åbnet for offentligheden.

## Historie
Opførelsen af Den nye kirke i Delft blev påbegyndt i 1351 og fortsatte i omkring et århundrede derefter. Kirken blev indviet til Jomfru Maria og Sankt Ursula. Det var ved konstruktionen Delfts anden sognekirke og blev af samme grund navngivet Den nye kirke – den eksisterende kirke fra 1296 blev kaldt for Den gamle kirke (Oude Kerk). I forbindelse med Reformationen blev kirken i 1572 overdraget til den nederlandske Reformerte kirke.
Den oprindelige Nye kirke var en midlertidig trækirke, hvortil en sengotisk basilika blev påbegyndt i 1396, senere blev også et kirkeskib tilføjet, hvorefter den gamle træstruktur blev nedrevet. Kirketårnet stod færdigt den 6. september 1496, præcist et århundrede efter påbegyndelsen af den permanente stenkirke.
Den 3. maj 1536 blev kirketårnet slemt beskadiget af en større brand som også lagde store dele af byen i akse og formentlig forårsaget af lynnedslag. Kirketårnet blev genopført i 1872, men igen ødelagt af lynnedslag, og dernæst genopført efter tegning af arkitekt Pierre Cuypers. Kirketårnet der strækket sig 109 meter op i himlen, er i Holland kun overgået i højden af Utrecht domkirke. De 36 kirkeklokker stammer fra 1660.
Kirkens inventar er efter calvinistisk forbillede holdt i en ganske enkel og ren stil. Det fleste af de tidligere katolske afbildninger og inventar blev ødelagt under reformationens billedstorm i 1566, mosaikvinduerne i 1536 og de resterende mosaikvinduer blev blæst ud af Tordenskraldet i Delft i 1654. Dagens tredje generation af blyindfattede mosaikvinduer stammer fra årene 1927-1936. Orglet er fra 1839 fra Utrecht.

## Billedgalleri
- Den nye kirke, set fra Koepoortbrug
- Den nye kirke – set fra gaden
- Den nye kirke, i eftermiddagssolen

## Det kongelige gravsted
| Navn (regenter med fed skrift)                                              | født       | død        | begravet   |
| --------------------------------------------------------------------------- | ---------- | ---------- | ---------- |
| 1. Prins Vilhelm den Tavse                                                  | 24.04.1533 | 10.07.1584 | 03.08.1584 |
| 2. Louise de Coligny, prins Vilhelms fjerde kone                            | 23.09.1555 | 13.11.1620 | 24.05.1621 |
| 3. Ludvig, Prins af Bøhmen, søn af kurfyrst Frederik 5. af Pfalz            | 1623       | 1623       | uvist      |
| 4. Prins Morits af Nederlandene                                             | 13.11.1567 | 23.04.1625 | 26.09.1625 |
| 5. Henriette Amalia, datter af Prins Frederik Hendrik                       | 26.10.1628 | ??.12.1628 | uvist      |
| 6. Elisabeth van Nassau, datter af prins Frederik Hendrik                   | 04.08.1630 | 04.08.1630 | 18.08.1630 |
| 7. Henrik Ludwig, søn af prins Frederik Hendrik                             | 30.11.1639 | 29.12.1639 | uvist      |
| 8. Isabella Charlotte, datter af prins Frederik Hendrik                     | 28.04.1632 | ??.04.1642 | uvist      |
| 9. Prins Frederik Hendrik af Nederlandene                                   | 29.01.1584 | 14.03.1647 | 10.05.1647 |
| 10. Katharina Belgica van Nassau, datter af prins Vilhelm                   | 03.07.1578 | 12.04.1648 | 05.05.1648 |
| 11. Amalie af Solms-Braunfels, prins Frederik Hendriks kone                 | 31.08.1602 | 08.09.1675 | 21.12.1675 |
| 12. Prins Vilhelm 2. af Oranien                                             | 27.05.1626 | 06.11.1650 | 08.03.1651 |
| 13. Dødfødt datter af Prins Vilhelm 4.                                      | 19.12.1736 | 19.12.1736 | 22.12.1736 |
| 14. Prins Vilhelm 4. af Nederlandene                                        | 01.09.1711 | 22.10.1751 | 04.02.1752 |
| 15. Anna af Hannover, Vilhelm 4.’s kone                                     | 02.11.1709 | 12.01.1759 | 23.02.1759 |
| 16. George, søn af Karel Christiaan van Nassau-Weilburg                     | 18.12.1760 | 27.05.1762 | 01.07.1762 |
| 17. Dødfødt datter af Karel Christiaan van Nassau-Weilburg                  | 15.10.1767 | 15.10.1767 | 24.10.1767 |
| 18. Søn af prins Vilhelm 5.                                                 | 23.03.1769 | 24.03.1769 | 28.03.1769 |
| 19. Willem George Frederik van Oranje-Nassau, Vilhelm V.’s søn              | 15.02.1774 | 06.01.1799 | 03.07.1896 |
| 20. Vilhelmina Friederika Paulina, datter af Kong Vilhelm 1.                | 01.03.1800 | 22.12.1806 | 07.04.1911 |
| 21. Prins Vilhelm 5. af Nederlandene                                        | 08.03.1748 | 09.04.1806 | 29.04.1958 |
| 22. Friederika Louise Vilhelmina, datter af prins Vilhelm 5.                | 28.11.1770 | 15.10.1819 | 28.10.1819 |
| 23. Vilhelmina af Preussen, Vilhelm 5.’ kone                                | 07.08.1751 | 09.06.1820 | 27.11.1822 |
| 24. Ernst Casimir, Kong Vilhelm 2’s søn                                     | 21.05.1822 | 22.10.1822 | 11.05.1860 |
| 25. Vilhelm Fredrik Karl, Fredrik Vilhelm Karl                              | 06.07.1833 | 01.11.1834 | 05.11.1834 |
| 26. Friederike Louise Vilhelmine af Preußen, Kong Vilhelm 1.’s kone         | 18.11.1774 | 12.10.1837 | 26.10.1837 |
| 27. Kong Vilhelm 1. af Nederlandene                                         | 24.08.1772 | 12.12.1843 | 02.01.1844 |
| 28. Frederik, prins Friedrich Vilhelm Karl’s søn                            | 22.08.1836 | 23.01.1846 | 28.01.1846 |
| 29. Alexander, Kong Vilhelm 2.’s søn                                        | 02.08.1818 | 20.02.1848 | 21.04.1848 |
| 30. Kong Vilhelm 2. af Nederlandene                                         | 06.12.1792 | 17.03.1849 | 04.04.1849 |
| 31. Vilhelm Friedrich Moritz Alexander Henrik Karl, kong Vilhelm 3.’s søn   | 15.09.1843 | 04.06.1850 | 10.06.1850 |
| 32. Anna Pavlovna af Rusland, kong Vilhelm 2.’s kone                        | 18.01.1795 | 01.03.1865 | 17.03.1865 |
| 33. Louise af Preussen, prins Friedrich Vilhelm Karl’s kone                 | 01.02.1808 | 06.12.1870 | 21.12.1870 |
| 34. Amalia van Saksen-Weimar-Eisenach, prins Henrik’s kone                  | 20.05.1830 | 01.05.1872 | 17.05.1872 |
| 35. Sophie af Württemberg, kong Vilhelm 3’s kone                            | 17.06.1818 | 03.06.1877 | 20.06.1877 |
| 36. Henrik af Nederlandene, kong Vilhelm 3.’s søn                           | 13.06.1820 | 13.01.1879 | 25.01.1879 |
| 37. Vilhelm Nikolaus Alexander Friedrich Karl Henrik, kong Vilhelm 3.’s søn | 04.09.1840 | 11.06.1879 | 26.06.1879 |
| 38. Vilhelm Friedrich Karl, Sohn von König Vilhelm I.                       | 28.02.1797 | 08.09.1881 | 23.09.1881 |
| 39. Vilhelm Alexander Karl Henrik Friedrich, kong Vilhelm 3’s søn           | 25.08.1851 | 21.06.1884 | 17.07.1884 |
| 40. Kong Vilhelm 3. af Nederlandene                                         | 19.02.1817 | 23.11.1890 | 04.12.1890 |
| 41. Emma af Waldeck-Pyrmont, regent, kong Vilhelm 3.’s kone                 | 02.08.1858 | 20.03.1934 | 27.03.1934 |
| 42. Henrik af Mecklenburg-Schwerin, gift med dronning Vilhelmina            | 19.04.1876 | 03.07.1934 | 11.07.1934 |
| 43. Dronning Wilhelmina af Nederlandene                                     | 31.08.1880 | 28.11.1962 | 08.12.1962 |
| 44. Claus van Amsberg, gift med dronning Beatrix af Nederlandene            | 06.09.1926 | 06.10.2002 | 15.10.2002 |
| 45. Dronning Juliana af Nederlandene                                        | 30.04.1909 | 20.03.2004 | 30.03.2004 |
| 46. Prins Bernhard af Lippe-Biesterfeld, gift med dronning Juliana          | 29.06.1911 | 01.12.2004 | 11.12.2004 |